# N10 (Zuid-Afrika)
De N10 is een nationale weg in Zuid-Afrika. De weg loopt van Port Elizabeth in de Oost-Kaap naar Nakop in de Noord-Kaap aan de grens met Namibië.